# Shahidi Hassas (huyện)
Shahidi Hassas là một huyện thuộc tỉnh Oruzgan, Afghanistan. Dân số thời điểm năm 1999 là 50,283 người.